# Campeonato Europeo de Remo de 2023
El XVII Campeonato Europeo de Remo se celebró en Bled (Eslovenia) entre el 25 y el 28 de mayo de 2023 bajo la organización de la Federación Internacional de Sociedades de Remo (FISA) y la Federación Eslovena de Remo.
Las competiciones se realizaron en el canal de remo del lago de Bled.
Los remeros de Rusia y Bielorrusia fueron excluidos de este campeonato debido a la invasión rusa de Ucrania.

## Medallistas

### Masculino
| Evento                               | Oro | Plata | Bronce |
| ------------------------------------ | --- | --- | --- |
| Scull individual M1X (28.05)         | Lennart van Lierop · Países Bajos · 6:46,91 | Stéfanos Duskos · Grecia · 6:47,87 | Oliver Zeidler · Alemania · 6:48,14 |
| Doble scull M2X (28.05)              | Martin Sinković · Valent Sinković · Croacia · 6:07,00                                                                                             | Luca Rambaldi · Matteo Sartori · Italia · 6:08,25 | Stefan Broenink · Melvin Twellaar · Países Bajos · 6:10,74 |
| Cuatro scull M4X (27.05)             | Dominik Czaja · Mateusz Biskup · Mirosław Ziętarski · Fabian Barański · Polonia · 5:40,24                                                         | Finn Florijn · Simon van Dorp · Tone Wieten · Koen Metsemakers · Países Bajos · 5:41,67 | Nicolò Carucci · Andrea Panizza · Luca Chiumento · Giacomo Gentili · Italia · 5:42,01                                                                                             |
| Dos sin timonel M2- (28.05)          | Roman Röösli · Andrin Gulich · Suiza · 6:22,34 | Oliver Wynne-Griffith Thomas George Reino Unido 6:22,44 | Jaime Canalejo Pazos · Javier García Ordóñez · España · 6:22,96 |
| Cuatro sin timonel M4- (28.05)       | Oliver Wilkes David Ambler Matthew Aldridge Frederick Davidson Reino Unido 5:49,34                                                                | Guus Mollee · Nelson Ritsema · Olav Molenaar · Gert-Jan van Doorn · Países Bajos · 5:52,24                                                                                                 | Thibaud Turlan Guillaume Turlan Benoît Brunet Téo Rayet Francia 5:53,12 |
| Ocho con timonel M8+ (27.05)         | Rory Gibbs Morgan Bolding Jacob Dawson Thomas Digby Charles Elwes Sholto Carnegie James Rudkin Thomas Ford Henry Fieldman (t) Reino Unido 5:28,09 | Mihăiță Țigănescu · Ciprian Tudosă · Florin Arteni-Fîntînariu · Mugurel Semciuc · Marius Cozmiuc · Sergiu Bejan · Ștefan Berariu · Florin Lehaci · Adrian Munteanu (t) · Rumania · 5:28,14 | Nicolas van Sprang · Rik Rienks · Jan van der Bij · Ruben Knab · Sander de Graaf · Jacob van de Kerkhof · Ralf Rienks · Mick Makker · Dieuwke Fetter (t) · Países Bajos · 5:28,61 |
| Scull individual ligero LM1X (28.05) | Hugo Beurey Francia 6:51,26 | Niels Torre · Italia · 6:51,81 | Andri Struzina · Suiza · 6:57,25 |
| Doble scull ligero LM2X (27.05)      | Jan Schäuble · Raphaël Ahumada · Suiza · 6:13,81                                                                                                  | Stefano Oppo · Gabriel Soares · Italia · 6:15,06 | Petros Gaidatzís · Antonios Papakonstantinu · Grecia · 6:15,99 |

### Femenino
| Evento                               | Oro | Plata | Bronce |
| ------------------------------------ | --- | --- | --- |
| Scull individual W1X (28.05)         | Karolien Florijn · Países Bajos · 7:24,18 | Aurelia-Maxima Janzen · Suiza · 7:29,45 | Jovana Arsić Serbia 7:31,86 |
| Doble scull W2X (28.05)              | Nicoleta-Ancuța Bodnar · Simona Radiș · Rumania · 6:40,93 | Donata Karalienė · Dovilė Rimkutė · Lituania · 6:41,18 | Roos de Jong · Laila Youssifou · Países Bajos · 6:45,98 |
| Cuatro scull W4X (27.05)             | Daryna Verjohliad · Nataliya Dovhodko · Anastasiya Kozhenkova · Kateryna Dudchenko · Ucrania · 6:19,12                                                                                      | Martine Veldhuis · Lisa Scheenaard · Ilse Kolkman · Tessa Dullemans · Países Bajos · 6:20,28                                                                 | Lauren Henry Hannah Scott Georgina Brayshaw Lucy Glover Reino Unido 6:22,13 |
| Dos sin timonel W2- (28.05)          | Ioana Vrînceanu · Roxana Anghel · Rumania · 6:56,40 | Ymkje Clevering · Veronique Meester · Países Bajos · 6:57,56                                                                                                 | Aina Cid · Esther Briz Zamorano · España · 7:03,56 |
| Cuatro sin timonel W4- (27.05)       | Mădălina Bereș · Maria Tivodariu · Maria-Magdalena Rusu · Amalia Bereș · Rumania · 6:22,69                                                                                                  | Heidi Long Rowan McKellar Helen Glover Rebecca Shorten Reino Unido 6:23,72                                                                                   | Marloes Oldenburg · Benthe Boonstra · Hermine Drenth · Tinka Offereins · Países Bajos · 6:27,10                                                                                   |
| Ocho con timonel W8+ (28.05)         | Maria-Magdalena Rusu · Roxana Anghel · Adriana Adam · Maria Tivodariu · Mădălina Bereș · Amalia Bereș · Ioana Vrînceanu · Simona Radiș · Victoria-Ştefania Petreanu (t) · Rumania · 6:01,55 | Natasha Morrice Emily Ford Lauren Irwin Karen Bennett Esme Booth Samantha Redgrave Harriet Taylor Annie Campbell-Orde Henry Fieldman (t) Reino Unido 6:08,01 | Giorgia Pelacchi · Sofia Secoli · Veronica Bumbaca · Alice Gnatta · Elisa Mondelli · Silvia Terrazzi · Alice Codato · Linda De Filippis · Emanuele Capponi (t) · Italia · 6:13,07 |
| Scull individual ligero LW1X (28.05) | Ionela-Livia Cozmiuc · Rumania · 7:32,43 | Evanyelía Anastasiadu · Grecia · 7:35,14 | Kristýna Neuhortová · República Checa · 7:40,29 |
| Doble scull ligero LW2X (27.05)      | Emily Craig Imogen Grant Reino Unido 6:52,32 | Dímitra Kontú · Zoí Fitsiu · Grecia · 6:54,78 | Laura Tarantola Claire Bové Francia 6:55,30 |

## Medallero
| Núm. | País            | Oro | Plata | Bronce | Total |
| ---- | --------------- | --- | ----- | ------ | ----- |
| 1    | Rumania         | 5   | 1     | 0      | 6     |
| 2    | Reino Unido     | 3   | 3     | 1      | 7     |
| 3    | Países Bajos    | 2   | 4     | 4      | 10    |
| 4    | Suiza           | 2   | 1     | 1      | 4     |
| 5    | Francia         | 1   | 0     | 2      | 3     |
| 6    | Croacia         | 1   | 0     | 0      | 1     |
| 6    | Polonia         | 1   | 0     | 0      | 1     |
| 6    | Ucrania         | 1   | 0     | 0      | 1     |
| 9    | Italia          | 0   | 3     | 2      | 5     |
| 10   | Grecia          | 0   | 3     | 1      | 4     |
| 11   | Lituania        | 0   | 1     | 0      | 1     |
| 12   | España          | 0   | 0     | 2      | 2     |
| 13   | Alemania        | 0   | 0     | 1      | 1     |
| 13   | República Checa | 0   | 0     | 1      | 1     |
| 13   | Serbia          | 0   | 0     | 1      | 1     |
|      | TOTAL           | 16  | 16    | 16     | 48    |